# Ливенс, Янис
Янис Ливенс (латыш. Jānis Līvens, нем. Janis Lieven; род. 16 апреля 1884 года в Риге, Российская империя — ум. ?), известный также как Ян Ливен — латвийский спортсмен-велогонщик.

## Биография, карьера
Выступал в составе рижских велоклубов «II Rīgas Riteņbraucēju biedrība» и «Rīgas Pārdaugavas Riteņbraucēju biedrība».
В 1912 году принимал участие в летних Олимпийских играх в Стокгольме, где выступал от Российской империи в шоссейных гонках на дистанции 320 километров (в индивидуальной и командной группах). Призовых мест не занял.
Дальнейшая судьба спортсмена неизвестна.